# Songlines (tijdschrift)
Songlines is een Brits muziektijdschrift, opgericht in 1999. Het tijdschrift behandelt (folk- en wereld-)muziek uit de hele wereld, en zowel traditionele als hedendaagse en populaire muziek.
Songlines komt 10 keer per jaar uit en bevat recensies, interviews, reportages, introducties in specifieke genres, regio's of artiesten, en een concert- en festivalagenda. De recensies zijn onderverdeeld in verschillende regio's: Africa, Americas, Europe, Asia, Middle East, Pacific and Fusion. Bij elk magazine zit een begeleidende cd met songs van 10 van de beste nieuwe albums die in het tijdschrift zijn besproken (de zogenaamde Top of the World selectie), en 5 extra songs die vaak gekozen worden door een bekend persoon. Zo werden er in het verleden songs geselecteerd door Mick Jagger, Ludovico Einaudi, Damon Albarn, David Attenborough en Carla Bruni.
De hoofdredacteur is Simon Broughton, die ook redacteur was van het naslagwerk The Rough Guide to World Music.
De naam Songlines verwijst naar het begrip songlines uit de cultuur van de Aboriginals.
De Volkskrant schreef over Songlines dat "het blad vooral goed is gebleken, in het rockpubliek te enthousiasmeren voor Afrikaanse muziek. Blues uit Mali, funk uit Nigeria en soul uit Senegal hebben dankzij Songlines een behoorlijke Britse markt gekregen".
Mark Allen Group kocht Songlines in 2015. De Mark Allen Group is ook uitgever van de muziektijdschriften Gramophone (klassieke muziek) en Jazzwise (jazz).
In februari 2024 ontving Songlines een Lifetime Achievement Award tijdens de International Folk Music Awards 2025, georganiseerd door Folk Alliance International. 

## Songlines Music Awards
Sinds 2009 reikt Songlines elk jaar de Songlines Music Awards uit, nadat de BBC was gestopt met het uitreiken van de jaarlijkse BBC Radio 3 Awards for World Music.

### Winnaars 2009-2015
| Jaar | Beste artiest    | Beste groep              | Beste cross-culturele samenwerking                            | Beste nieuwkomer     |
| ---- | ---------------- | ------------------------ | ------------------------------------------------------------- | -------------------- |
| 2009 | Rokia Traoré     | Amadou & Mariam          | Jah Wobble & The Chinese Dub Orchestra                        | Kiran Ahluwalia      |
| 2010 | Goran Bregović   | Staff Benda Bilili       | Justin Adams & Juldeh Camara                                  | Deolinda             |
| 2011 | Femi Kuti        | Bellowhead               | AfroCubism                                                    | Raghu Dixit          |
| 2012 | Anoushka Shankar | Tinariwen                | Yo Yo Ma featuring Stuart Duncan, Edgar Meyer and Chris Thile | Fatoumata Diawara    |
| 2013 | Angélique Kidjo  | Lo'Jo                    | Dub Colossus                                                  | Mokoomba             |
| 2014 | Bassekou Kouyate | Tamikrest                | Catrin Finch & Seckou Keita                                   | Family Atlantica     |
| 2015 | Tony Allen       | Toumani & Sidiki Diabaté | Kronos Quartet                                                | Ibibio Sound Machine |

### Winnaars 2016 - 2024
Sinds 2016 is het aantal categorieën uitgebreid. De categorie 'Beste cross-culturele samenwerking' werd niet meer uitgereikt. In plaats daarvan kwamen een aantal nieuwe categorieën, waaronder Fusion.
| Jaar | Beste artiest    | Beste groep                    | Afrika & Midden Oosten         | De Amerika's     | Azië en de Pacific     | Europa                          | Fusion                          | Beste nieuwkomer    | World Pioneer Award        |
| ---- | ---------------- | ------------------------------ | ------------------------------ | ---------------- | ---------------------- | ------------------------------- | ------------------------------- | ------------------- | -------------------------- |
| 2016 | Mariza           | Africa Express                 | Seckou Keita                   | Lila Downs       | Debashish Bhattacharya | Sam Lee                         | Ballaké Sissoko & Vincent Segal | Songhoy Blues       | N.v.t.                     |
| 2017 | Baaba Maal       | Afro Celt Sound System         | Derek Gripper                  | Calypso Rose     | Anda Union             | Fanfare Ciocărlia               | The Gloaming                    | Kefaya              | Francis Falceto            |
| 2018 | Oumou Sangaré    | Canzoniere Grecanico Salentino | Oumou Sangaré                  | Rhiannon Giddens | Black String           | Eliza Carthy & The Wayward Band | Trio Da Kali & Kronos Quartet   | Maya Youssef        | Angélique Kidjo            |
| 2019 | Gaye Su Akyol    | Monsieur Doumani               | Fatoumata Diawara              | Orquesta Akokán  | Small Island Big Song  | Mariza                          | Catrin Finch & Seckou Keita     | Anandi Bhattacharya | Nitin Sawhney              |
| 2020 | Bassekou Kouyate | Cimarrón                       | Blick Bassy                    | Leyla McCalla    | Jambinai               | Lankum                          | Kefaya + Elaha Soroor           | Elaha Soroor        | Tony Allen & Hugh Masekela |
| 2021 | Liraz            | Ayom                           | Siti Muharam                   | Jake Blount      | Khusugtun              | Damir Imamović                  | Bab L’ Bluz                     | Alostmen            | Omara Portuondo            |
| 2022 | Samba Touré      | Tirana-Tirona Allstars         | Ballaké Sissoko                | Susana Baca      | Ustad Saami            | Fanfare Ciocărlia               | Justin Adams & Mauro Durante    | Balimaya Project    | Youssou N'Dour             |
| 2023 | Oumou Sangaré    | Divanhana                      | Sona Jobarteh                  | Le Vent Du Nord  | Sarathy Korwar         | Okra Playground                 | Abel Selaocoe                   | Jasdeep Singh Degun | Joe Boyd                   |
| 2024 | Badiâa Bouhrizi  | Mostar Sevdah Reunion          | Alogte Oho & His Sounds of Joy | Luzmila Carpio   | Yungchen Lhamo         | Lankum                          | Kayhan Kalhor & Toumani Diabaté | Bala Desejo         | n.n.b.                     |

### Winnaars 2024-heden
In 2024 werden de categorieën Beste artiest en Beste groep vervangen door twee nieuwe categorieën: Beste album (Critic's Choice) en Beste album (Audience Choice). Een andere wijziging is dat de winnaars sindsdien al in december bekend worden gemaakt. In 2024 werden daarom twee keer prijswinnaars bekendgemaakt: begin 2024 de winnaars van 2023 en eind 2024 de winnaars van 2024. Een uitzondering is de categorie Beste album (Audience Choice), waarvan de winnaar enkele maanden later bekend wordt gemaakt.
| Jaar | Beste album (Critic's Choice)   | Beste album (audience choice) | Afrika & Midden Oosten | De Amerika's                   | Azië en de Pacific    | Europa  | Fusion      | Beste nieuwkomer | World Pioneer Award |
| ---- | ------------------------------- | ----------------------------- | ---------------------- | ------------------------------ | --------------------- | ------- | ----------- | ---------------- | ------------------- |
| 2024 | Ballaké Sissoko & Derek Gripper | Hajda Banda                   | Mdou Moctar            | Gillian Welch & David Rawlings | Nusrat Fateh Ali Khan | Sam Lee | Arooj Aftab | The Joy          | Manu Chao           |